# Güteklasse
Güteklassen oder Handelsklassen sind Einteilungen von Erzeugnissen der Landwirtschaft und der Fischerei nach bestimmten Gesichtspunkten der Beschaffenheit, insbesondere nach Qualität und Herkunft. Zweck der Einteilung ist die Förderung der Marktübersicht, des Absatzes, der Erzeugung und der Qualität dieser Erzeugnisse. Insbesondere sollen Handelsklassen dem Verbraucher erleichtern, eine sachgerechte Wahl zwischen den unterschiedlichen Angeboten zu treffen.

## Handelsklassen bei Lebensmitteln
Wie alle Systeme der Normierung von Waren soll die Einteilung von Lebensmitteln in Handelsklassen dem Verbraucher erleichtern, auf dem Markt unter den verschiedenen Angeboten zu vergleichen und sachgerecht bzw. nach seinen Erwartungen auszuwählen. Zugleich soll das die Lebensmittelerzeuger wie Vermarkter anspornen, eine den festgelegten Kriterien genügende Ware anzubieten und ihr Qualitätsmanagement nach diesen Maßstäben auszurichten.
So sind im Gebiet der Europäischen Union zur Herstellung des gemeinsamen Marktes und zur dazu förderlichen Erleichterung einer Vergleichbarkeit der dort ausgetauschten Lebensmittel und der daran anknüpfenden Preisbildung, zur Qualitätsabsicherung sowie zum Schutz der Verbraucher vor Irreführung seit langer Zeit Vermarktungsnormen zur Definition der Beschaffenheit vieler landwirtschaftlicher Erzeugnisse installiert. Zahlreiche Regeln zur Klassifizierung gehörte dazu und gehören dazu weiterhin, seit 2011 jedoch in reduziertem Ausmaß. Aktuell (Stand April 2020) regelt – außer für Fischerei / Erzeugnisse aus Aquakulturen – die Verordnung (EU) Nr. 1308/2013 des Europäischen Parlaments und des Rates vom 17. Dezember 2013 über eine gemeinsame Marktorganisation die Festlegung und den Inhalt von Vermarktungsnormen, die alle in der EU in Verkehr gebrachten landwirtschaftlichen Erzeugnisse erfüllen müssen. Demnach sind Vermarktungsnormen, zu denen auch Klassifizierungskriterien gehören können, für Olivenöl und Tafeloliven, Obst und Gemüse sowie deren Verarbeitungserzeugnisse, Bananen, lebende Pflanzen, Eier, Geflügelfleisch, Streichfette und Hopfen zulässig, deren nähere Ausgestaltung jedoch der Kommission überlassen ist.
In Deutschland war gesetzliche Grundlage für die Einteilung von Erzeugnissen der Landwirtschaft und Fischerei lange Zeit vor allem das Handelsklassengesetz (HdlKlG) von 1968, das dazu ermächtigt, dass der Bundesminister für Landwirtschaft im Einvernehmen mit dem Bundeswirtschaftsminister für einzelne Erzeugnisgruppen Handelsklassen durch Rechtsverordnung einführt; durch direkt geltendes vorrangiges EU-Recht ist es inzwischen weitgehend bedeutungslos.

### Merkmale der Einteilung
Handelsklassen teilen Erzeugnisse der Landwirtschaft oder Fischerei insbesondere nach den Merkmalen der Qualität, Herkunft, Art und Weise sowie Zeitpunkt der Erzeugung, Gewinnung, Herstellung und Behandlung, Angebotszustand, Reinheit und Zusammensetzung, Sortierung und Beständigkeit bestimmter Eigenschaften ein. Es können für Erzeugnisse auch Bezeichnung, Kennzeichnung, Aufmachung, Ausformung, Verpackung, Mengen- und Gewichtseinheiten, die nach den gesetzlichen Handelsklassen zum Verkauf vorrätig gehalten, angeboten, feilgehalten, geliefert, verkauft oder sonst in den Verkehr gebracht werden, festgesetzt werden.
Es kann ferner bestimmt werden, dass bestimmte Erzeugnisse nur nach den gesetzlichen Handelsklassen zum Verkauf vorrätig gehalten, angeboten, feilgehalten, geliefert, verkauft oder sonst in den Verkehr gebracht werden dürfen. Es kann auch bereits vorgeschrieben sein, dass bereits die bloße Einfuhr oder die Ausfuhr der betreffenden Erzeugnisse nach oder aus Deutschland den Maßgaben der jeweiligen Handelsklasse entsprechen muss.

### Art der Erzeugnisse
Von der Einteilung in Handelsklassen sind die Erzeugnisse der Landwirtschaft einschließlich des Gemüse-, Obst-, Garten- und Weinbaues, der gewerblichen Tierhaltung und der Imkerei sowie die in der Fischerei gewonnenen Erzeugnisse, ferner die daraus durch Be- und Verarbeitung hergestellten Lebensmittel betroffen. Hiervon ausgenommen sind die den Vorschriften des Weingesetzes unterliegenden Erzeugnisse, die einer besonderen Einteilung nach Maßgabe des Weingesetzes unterliegen.

### Kritik an Handelsklassen
Probleme entstehen zum einen deswegen, weil eine Handelsklasse – wie jede andere Form der Qualitätskennzeichnung – immer nur einige wenige Eigenschaften der Waren hervorheben kann. Damit wird den bezeichneten Eigenschaften eine besondere Bedeutung zuerkannt (z. B. Aussehen), während andere Eigenschaften von möglicherweise ebenso großer Bedeutung (z. B. Gehalt an Pflanzenschutzmitteln) nicht bezeichnet und damit in ihrem Gewicht herabgestuft werden.
Ein weiterer Nachteil der Handelsklassen ist, dass Lebensmittel alleine aus dem Grund nicht in den Handel gelangen und infolgedessen sogar teilweise vernichtet werden, weil sie nicht allen Kriterien einer der festgelegten Handelsklassen entsprechen, also beispielsweise weil ein Apfel zu klein oder eine Gurke zu stark gekrümmt ist.
Ein dritter Kritikpunkt hängt damit zusammen, dass die EU bisher keine „eigenen, zusammenhängenden Regeln über Qualitätskennzeichnungen“ entwickelt hat. Häufig führen die Mitgliedsstaaten in unterschiedlicher Weise die EU-Qualitätskennzeichnungen aus und lassen – etwa bei Wein – zusätzliche Prädikate (z. B. die Qualitätsstufe „Prädikat Auslese“ oder „Grand Cru“) zu, so dass es bei den „zugelassenen Angaben eher um Werbung mit Qualitätsangaben geht als um Angaben, die dem Verbraucher klare Hinweise auf die Beschaffenheit des Weines geben und ihm so eine Auswahl nach Qualitätsgesichtspunkten ermöglichen.“

### Obst und Gemüse

#### EU-Normen

##### Allgemeine Vermarktungsnormen
Für Obst und Gemüse, das frisch an den Verbraucher verkauft werden soll, haben das Europäische Parlament und der Rat ausdrücklich festgelegt, dass jeder Besitzer, der sie anbieten, liefern oder anderweitig vermarkten will, dafür verantwortlich ist, dass diese in einwandfreiem Zustand, unverfälscht und von vermarktbarer Qualität sind und das Ursprungsland angegeben ist.
Die Kommission hat für alles geregelte Obst und Gemüse bestimmt, dass sie folgende Mindestanforderungen zu erfüllen haben: Die Erzeugnisse müssen ganz, gesund (insbesondere ohne Fäulnis oder andere Mängel sein, die sie zum Verzehr ungeeignet machen), sauber und praktisch frei sein von sichtbaren Fremdstoffen, von Schädlingen, von Schäden durch Schädlinge, die das Fleisch beeinträchtigen, sowie frei von anomaler äußerer Feuchtigkeit und von fremdem Geruch und/oder Geschmack. Die Erzeugnisse müssen in einem Zustand sein, dass sie Transport und Hantierung aushalten und in zufrieden stellendem Zustand am Bestimmungsort ankommen. Sie müssen genügend entwickelt, aber nicht überentwickelt sein. Die Früchte müssen einen ausreichenden Reifegrad aufweisen, dürfen aber nicht überreif sein oder so sein, dass sie den Reifungsprozess fortsetzen können und einen ausreichenden Reifegrad erreichen können. In jeder Partie sind höchstens 10 % nach Anzahl oder Gewicht Erzeugnisse zugelassen, die die Mindestqualitätsanforderungen nicht einhalten, und innerhalb dieser Toleranz sind insgesamt höchstens 2 % Erzeugnisse mit Verderb zulässig. Außerdem sind Mindestanforderungen an die Kennzeichnung zur Identifizierung des Packers und/oder Absenders sowie des Ursprungslandes bestimmt.

##### Spezielle Vermarktungsnormen, mit Güte-/Handelsklassen
Weitere Vermarktungsnormen insbesondere zur Einordnung in Handelsklassen hat die Kommission nur noch bestimmt jeweils speziell für Äpfel, Zitrusfrüchte, Kiwis, Salate mit Endivie und Eskariol, Pfirsiche und Nektarinen, Birnen, Erdbeeren, Gemüsepaprika, Tafeltrauben und Tomaten/Paradeiser. Handelsklassen für weitere Erzeugnisse wie vor 2011 etwa auch für Spargel oder Kartoffel sind durch die EU nicht (mehr) geregelt. Faktisch können ihre Kriterien jedoch weiter gelten über eine über sie entwickelte Verkehrsauffassung und daran anknüpfende lebensmittelrechtliche Verbote sowie über Definitionen anderer Organisationen wie etwa Normen der Wirtschaftskommission für Europa der Vereinten Nationen (UNECE).

### Fleisch
Die Qualität des Fleisches wird in 4 Güteklassen eingeteilt, die vorwiegend durch den Fett-, Knochen- und Knorpelanteil bestimmt werden. So sind zarte und von Fett weitgehend freie Filet- und Lendenstücke von höchster Qualität und entsprechend teuer.
- 1. Güte: z. B. Rippenbraten (Rind), Rippenstück und Schinken (Schwein), Keule (Kalb), Rücken und Keule (Schaf)
- 2. Güte: z. B. Mittelbrust (Rind), Kamm und Bruststück (Schwein), Rücken und Kamm (Kalb), Bug (Schaf)
- 3. Güte: z. B. Brustkern und Kamm (Rind), Bauch (Schwein), Hals und Bauch (Kalb), Hals und Brust (Schaf)
- 4. Güte: z. B. Querrippenstück (Rind), Kopf (Schwein), Kopf (Kalb)

Diese Handelsklassen berücksichtigen nicht alle Faktoren der Fleischqualität (z. B. die Wässrigkeit des Gewebes) und auch nicht die Aufzuchtform wie z. B.
ökologische Viehzucht.
Daneben gibt es weitere Klassifizierungen, z. B. bei Schweinefleisch die Unterteilung der Handelsklassen nach dem Magerfleischanteil. Die Klassen sind S, E, U, R, O und P, wobei S die höchste Klasse ist.

### Eier
Hühnereier werden nach den EU-Vermarktungsnormen in die Klassen A und B eingeteilt. In den Einzelhandel bzw. roh an den Endverbraucher vermarktet werden dürfen nur Eier der Güteklasse A. Sie werden so oder als „frisch“ gekennzeichnet. Die Schale und die Cuticula müssen sauber und unbeschädigt sein und eine normale Form haben. Die Luftkammer muss unbeweglich und höchstens 6 mm hoch sein. Der Eidotter darf bei Durchleuchtung nur schattenhaft sichtbar sein und muss auch bei Drehung zentral bleiben. Das Eiklar muss klar und durchsichtig sein. Unzulässig sind Fremdgeruch, fremde Ein- und Auflagerungen oder ein sichtbarer Keim. Die Eier dürfen nicht gewaschen oder anderweitig gereinigt werden; sie dürfen nicht haltbar gemacht oder unter 5 Grad Celsius gekühlt werden -außer höchstens 24 Stunden während einer Beförderung oder höchstens 72 Stunden im Verkaufsraum.

### Milch
In Deutschland unterscheidet die Milch-Güteverordnung Milch in die Güteklassen 1 und 2. Ihre Qualitätsmerkmale sind insbesondere für die Bezahlung der Erzeuger bei Abgabe an Molkereien maßgeblich; letztere definieren oft noch eine höhere Gruppe, oft S-Klasse genannt.

## Sonstige Anwendungen von Güteklassen
Der europäische Gesetzgeber und technische Verbände haben auch für weitere Gebiete Güteklassen festgelegt.

### Gewässer
Gewässergüteklassen gelten als Bewertungsmaß für Gewässer und werden mittels standardisierter Untersuchungen der Lebensgemeinschaft bestimmt.

### Technik
Hier kommt es zu nach Beschaffenheitsmerkmalen und gewährleisteten Eigenschaften in technischen Normen (z. B. ISO-Norm) festgelegten Einteilungen. Diese sind etwa bei Baustoffen verbreitet.
Weitere Beispiele:
- Zu verschiedenen Messgeräten, z. B. Stromwandler oder Zeigermessgeräte mit Drehspulmesswerk gibt man Güteklassen an, die hier Genauigkeitsklassen heißen.